# Nikolai Wladimirowitsch Kuljomin
Nikolai Wladimirowitsch Kuljomin (russisch Николай Владимирович Кулёмин; englische Transkription: Nikolay Vladimirovich Kulemin; * 14. Juli 1986 in Magnitogorsk, Russische SFSR) ist ein russischer Eishockeyspieler, der seit Juli 2018 wieder beim HK Metallurg Magnitogorsk in der Kontinentalen Hockey-Liga unter Vertrag steht. Zuvor verbrachte der Flügelstürmer zehn Jahre in der National Hockey League und war in dieser Zeit für die Toronto Maple Leafs und die New York Islanders aktiv. Mit der russischen Nationalmannschaft gewann er jeweils die Goldmedaille bei den Weltmeisterschaften 2012 und 2014.

## Karriere
Nikolai Kuljomin begann seine Karriere als Eishockeyspieler in seiner Heimatstadt beim HK Metallurg Magnitogorsk in der russischen Superliga, für den er von 2003 bis 2008 als Profi aktiv war. Dort hatte er die Nachwuchsabteilung durchlaufen und war 2003 erstmals in der in der Perwaja Liga spielenden Zweitvertretung zum Einsatz gekommen. In dieser Zeit wurde er während des NHL Entry Draft 2006 in der zweiten Runde als insgesamt 44. Spieler von den Toronto Maple Leafs ausgewählt, bei denen Kuljomin am 25. Juni 2007 einen Dreijahresvertrag unterschrieb, nachdem er in der abgelaufenen Saison zum wertvollsten Spieler Russlands gewählt worden war und mit seinem Verein die Meisterschaft gewann. Anschließend einigten sich Klub und Spieler darauf, dass Kuljomin noch ein weiteres Jahr in Russland spielen durfte. Seit dem Sommer 2008 stand er im Kader der Toronto Maple Leafs in der National Hockey League.
Aufgrund des NHL-Lockouts spielte Kuljomin zwischen September und Dezember 2012 wieder für seinen Heimatverein Metallurg Magnitogorsk in der Kontinentalen Hockey-Liga.
Im Juli 2014 verließ Kuljomin die Maple Leafs und schloss sich den New York Islanders an. Diese verlängerten seinen nach der Saison 2017/18 auslaufenden Vertrag nicht, sodass der Angreifer in der Folge zum HK Metallurg Magnitogorsk in seine Heimat zurückkehrte.

### International
Für Russland nahm Kuljomin mit der U18-Nationalmannschaft an der Eishockey-Weltmeisterschaft der U18-Junioren 2004, mit der U20-Nationalmannschaft an der Eishockey-Weltmeisterschaft der U20-Junioren 2006 und mit der A-Nationalmannschaft an sieben Weltmeisterschaften teil. 2006 debütierte er dabei auf Senioren-Niveau und gewann im Jahr darauf die Bronzemedaille, ehe 2010 und 2015 jeweils die Silber- sowie 2012 und 2014 jeweils die Goldmedaille folgten. Zudem vertrat er sein Heimatland bei den Olympischen Winterspielen 2014 sowie beim World Cup of Hockey 2016.

## Erfolge und Auszeichnungen
- 2007 Wertvollster Spieler der russischen Superliga
- 2007 Russischer Meister mit dem HK Metallurg Magnitogorsk
- 2008 IIHF-European-Champions-Cup-Gewinn mit dem HK Metallurg Magnitogorsk

### International
| - 2004 Goldmedaille bei der U18-Junioren-Weltmeisterschaft - 2006 Silbermedaille bei der U20-Junioren-Weltmeisterschaft - 2007 Bronzemedaille bei der Weltmeisterschaft - 2010 Silbermedaille bei der Weltmeisterschaft | - 2012 Goldmedaille bei der Weltmeisterschaft - 2014 Goldmedaille bei der Weltmeisterschaft - 2015 Silbermedaille bei der Weltmeisterschaft |

## Karrierestatistik
Stand: Ende der Saison 2020/21

### International
Vertrat Russland bei:
| - U18-Weltmeisterschaft 2004 - U20-Weltmeisterschaft 2006 - Weltmeisterschaft 2006 - Weltmeisterschaft 2007 - Weltmeisterschaft 2010 - Weltmeisterschaft 2011 | - Weltmeisterschaft 2012 - Olympischen Winterspielen 2014 - Weltmeisterschaft 2014 - Weltmeisterschaft 2015 - World Cup of Hockey 2016 |